# نغبوقيات
نغبوقيات أو سمان الشجر أو السُّمانى الزِّرِّيَّة أو السلوى الزِّرِّيَّة (الاسم العلمي: Turnicidae) أو (hemipodes) هي فصيلة من الطيور تنتمي إلى رتبة الإفجيجيات. وهو يسكن الأراضي العشبية الدافئة في آسيا وإفريقيا وأوروبا وأستراليا. ويوجد ستة عشر نوعًا تقع في جنسين، مع وجود معظم الأنواع في جنس الطرنيق ونوع واحد فقط في جنس Ortyxelos.
ويعد طائر السمان ذو النقرة في الذقن طائرًا صغير الحجم أسمر اللون عدّاءً، يتجنب الطيران. وتُعتبر أنثى هذا النوع من السمان أكثر سطوعًا في الألوان بين الجنسين، وهي التي تبدأ بالتودد. وعلى غير العادة، يعد طائر السمان ذو النقرة في الذقن متعدد الأزواج، حيث تتنقل الإناث بين العديد من الذكور وتقوم بطرد الإناث المنافسة لها من أراضيها. ويتعاون كلا الجنسين في بناء العش على الأرض، ولكن يقوم الذكر وحده بحَضن البيض ورعاية الصغار. ويفقس البيض بعد فترة حَضن تبلغ اثنا عشر أو ثلاثة عشر يومًا، ويكون الصغار قادرين على الطيران خلال أسبوعين من فقس البيض.

## التصنيف
يقع طائر السمان ذو النقرة في الذقن تقليديًا في رتبة الكركيات أو الدجاجيات (رتبة طائر الكركي وطائر الذيال). وقد قام تصنيف سيبلي-ألكويست برفع الوضع الترتيبي لهم باعتبارهم فصيلة (Turniciformes) وقاعدي إلى فرع آخر وهو (طيور جديدة) إما بسبب تجاوز المعدل التسارعي للتطور الجزيئي لهم حدود عدم استقرارية عملية تهجين الحامض النووي، أو بسبب عدم تنفيذ المؤلِفين المقارنات الزوجية المناسبة، أو للسببين معًا. ومن ناحية علم التشكل، تشير عملية تهجين الحامض النووي وبيانات التسلسل إلى أن فصيلة (turnicids) تنتمي بشكل صحيح إلى الطيور الشاطئية (إفجيجيات). ويبدو أنها مجموعة قديمة بين هؤلاء، كما يتبين في مستحاثات فصيلة العصر الأوليجوسيني المبكر (Turnipax) الشبيهة بالسمان ذي النقرة في الذقن والبيانات الجزيئية المجموعة.

## الوصف
تُعد طيور السمان ذات النقرة في الذقن مجموعة من الطيور البرية الصغيرة. ويُعتبر أصغر الأنواع هو سمان الزقزاق، النوع الوحيد في جنس (Ortyxelos)، الذي يبلغ طوله ووزنه 10 سـم (3.9 بوصة) فقط 20 غ (0.71 أونصة). أما السمان ذو النقرة في الذقن الواقع في جنس الطرنيق، يتراوح طوله 12 to 23 سم (4.7 to 9.1 إنش) ووزنه 30 to 130 غ (1.1 to 4.6 أونصة). وهو يشبه السمان الأصلي الذي يقع في جنس (السمان) ظاهريًا، ولكنه يختلف عنه، حيث يفتقر إلى وجود حافر خلفي وحوصلة. وتمتلك أنثى هذه الفصيلة عضوًا صوتيًا فريدًا من نوعه، تُحدثه قصبة هوائية موسَعة وجزء منتفخ بصلي الشكل في المريء، تستخدمه لإصدار صيحةً مدويةً.

## الأنواع
فصيلة(: Turnicidae)
- جنس: (Ortyxelos)
  - سمان الزقزاق، (Ortyxelos meiffrenii)
- جنس: الطرنيق
  - السمان الصغير ذو النقرة في الذقن، (Turnix sylvaticus)
    - سمان التاوى التاوى الصغير ذو النقرة في الذقن، (Turnix sylvaticus suluensis) (انقرض: في منتصف القرن العشرين)
    - سمان (Hemipode) الأندلسي، (Turnix sylvaticus sylvaticus) (محتمل انقراضه: في أواخر القرن العشرين)

  - سمان ورسستر ذو النقرة في الذقن، (Turnix worcesteri)
  - سمان سومبا ذو النقرة في الذقن، (Turnix everetti)
  - السمان أسود الردف ذو النقرة في الذقن، (Turnix hottentottus)
  - السمان ذو النقرة في الذقن أصفر الساق، (Turnix tanki)
  - السمان ذو النقرة في الذقن المخطط، (Turnix suscitator)
  - سمان مدغشقر ذو النقرة في الذقن، (Turnix nigricollis)
  - السمان ذو النقرة في الذقن المرقط، (Turnix ocellatus)
  - السمان ذو النقرة في الذقن أسود الصدر، (Turnix melanogaster)
  - السمان ذو النقرة في الذقن الملون، (Turnix varius)
    - سمان كاليدونيا الجديدة ذو النقرة في الذقن (الملون)، (Turnix (varius) novaecaledoniae) (انقرض: في أوائل القرن العشرين)

  - السمان ذو النقرة في الذقن كستنائي الظهر، (Turnix castanotus)
  - السمان ذو النقرة في الذقن أحمر الصدر، (Turnix pyrrhothorax)
  - السمان ذو النقرة في الذقن أحمر الظهر، (Turnix maculosus)
  - السمان ذو النقرة في الذقن الصغير، (Turnix velox)
  - السمان ذو النقرة في الذقن برتقالي الصدر، (Turnix olivii)

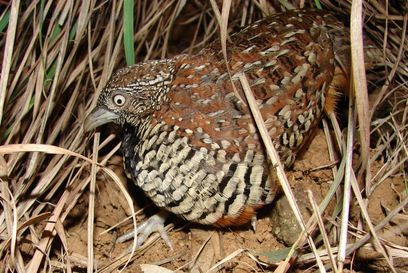
السمان ذو النقرة في الذقن المخطط (Turnix suscitator)
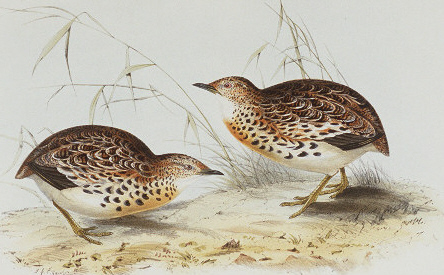
السمان ذو النقرة في الذقن الصغير (Turnix sylvatica)
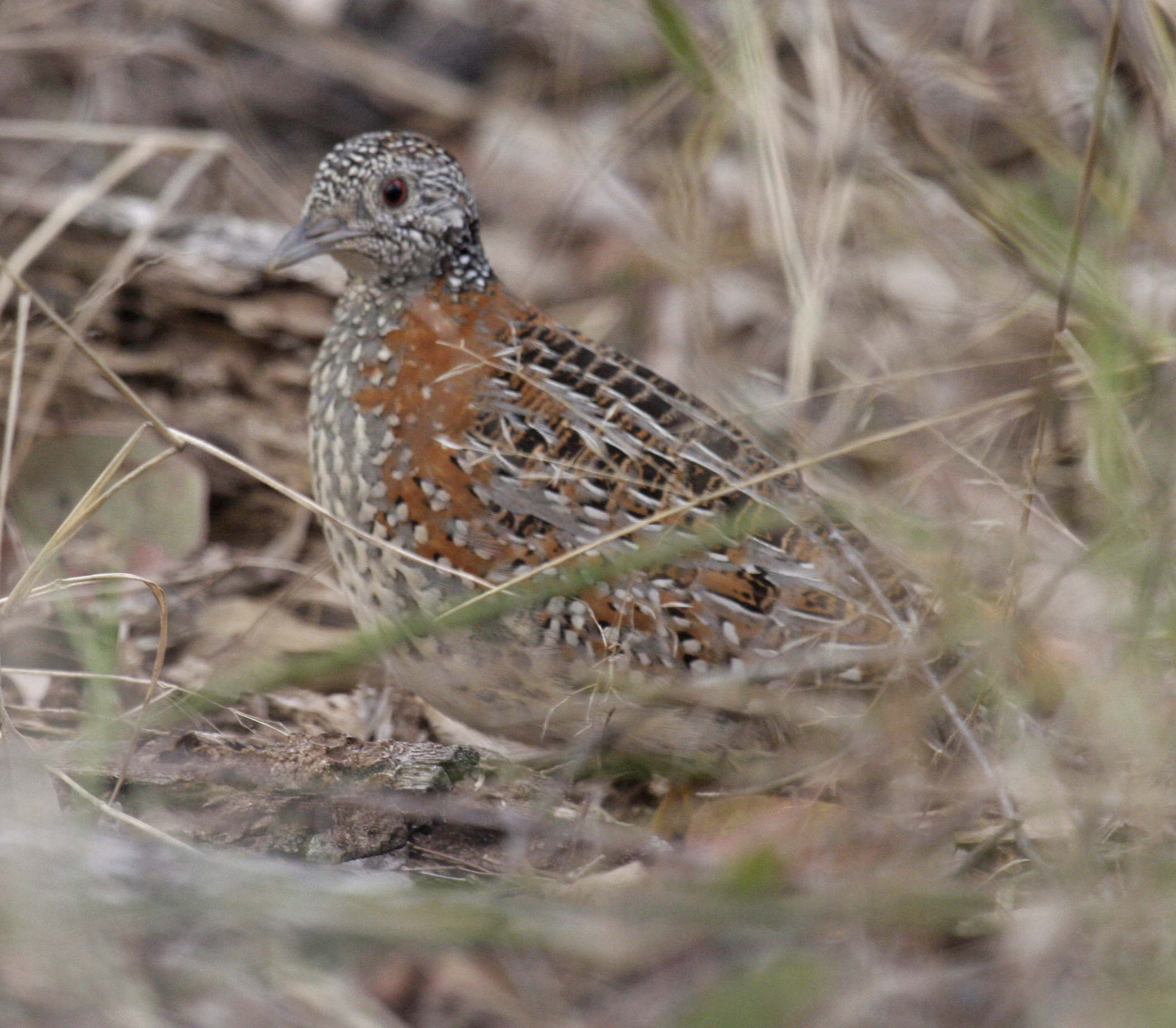
السمان ذو النقرة في الذقن الملون (Turnix varia)
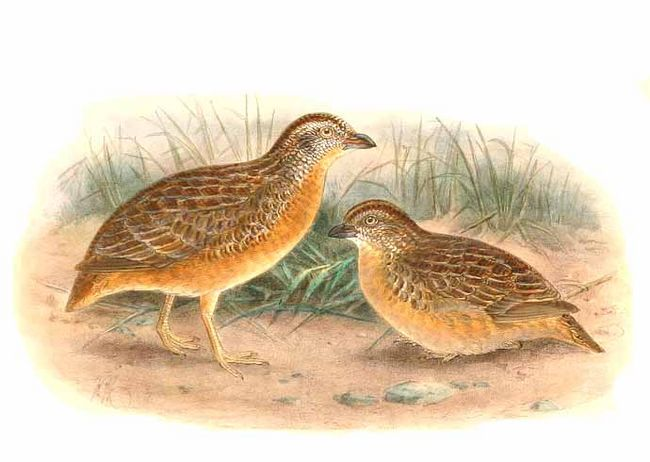
السمان ذو النقرة في الذقن أحمر الصدر (Turnix pyrrhothorax)

## وصلات خارجية
- Buttonquail videos on the Internet Bird Collection
- cyberquail